# Grandidierella japonica
Grandidierella japonica är en kräftdjursart som beskrevs av Knud Hensch Stephensen 1938. Grandidierella japonica ingår i släktet Grandidierella och familjen Aoridae. Inga underarter finns listade i Catalogue of Life.
Arten finns naturligt vid Japan, men fynd har rapporterats från svenska vatten.